# Alagtsavbaatar
Alagtsavbaatar (що означає «герой Алаг Цав») — вимерлий вид і рід м'ясоїдних котовидих тварин, що належить до надродини Aeluroidea. Він був ендеміком Азії, всі відомі екземпляри були знайдені в Монголії, і мешкав в епоху пізнього еоцену. Це монотипний рід, з типом і єдиним відомим видом A. indigenus, названим на честь місцевості Алаг Цав, де його залишки були вперше виявлені.

## Опис
Використовуючи регресію хижих тварин на голотипному зразку (PSS 40-15), було встановлено, що маса тіла Alagtsavbaatar становить від 2,6 до 3,6 кг. Це менше, ніж Asiavorator, який, як відомо, мав симпатії до Alagtsavbaatar, маса тіла якого оцінюється в 3,6–5,6 кг.
Нижня щелепа має витончену витягнуту форму, глибиною 9,4–9,5 мм. Ментальні отвори розташовані під першим і третім премолярами. Всі премоляри Алагцавбаатар мають два корені. Між премолярами є діастеми, причому діастеми між другим і третім премолярами є найдовшими. Виходячи з альвеол, другий премоляр довший і ширший за перший. Третій премоляр такий же високий, як і четвертий, але його довжина є проміжною між довжиною другого і четвертого премолярів.
Єдиним відомим посткраніальним елементом Alagtsavbaatar є фрагмент плечової кістки (MPC-M30/80), який здається зламаним біля дистального кінця дельтапекторального гребеня, а решта частини має розміри 41,2 мм у довжину. Дистальніше цього гребеня закінчується вузький супінаторний гребінь. Присутній помірно розвинений медіальний надвиросток. Головка променевої кістки мала розвинене капітулярне підвищення, про що свідчить капітулярна суглобова поверхня з неглибокою борозною на латеральній частині.

## Палеосередовище
Відомі скам'янілості Алагцавбаатар походять із формації Ергілін Дзо в Монголії пізнього еоцену. Аналіз осадових порід припускає, що утворення було заплавним середовищем із плетеною мережею потоків, утвореною річковими системами. У цьому середовищі симпатричними хижаками були німравиди Nimravus і Eofelis, ентелодонтид Entelodon і споріднений стеноплезиктид Asiavorator.